# Sint-Vaastkerk (Armentières)
De Sint-Vaastkerk (Frans: Église Saint-Vaast) is de hoofdkerk van de stad Armentières, gelegen aan de Rue Charles Conem, in het Franse Noorderdepartement.

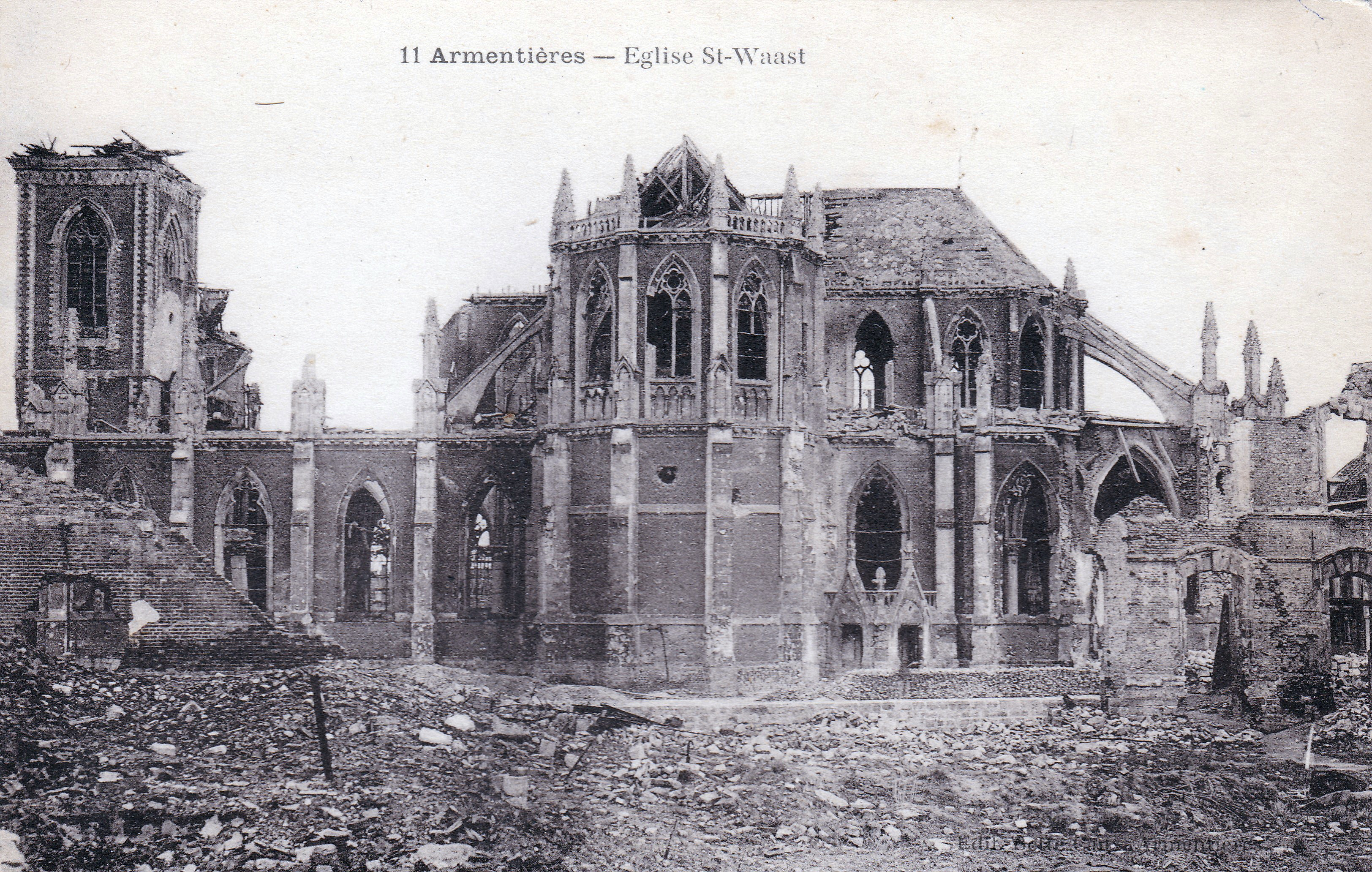
De oude Sint-Vaastkerk in 1919, na de verwoestingen tijdens de Eerste Wereldoorlog

De eerste Sint-Vaastkerk werd al gebouwd in de 9e eeuw en werd voor het eerst vermeld in 866. De eeuwenoude kerk werd verwoest tijdens de Eerste Wereldoorlog en werd daarna herbouwd naar ontwerp van Louis Cordonnier.
Het is een grote bakstenen neogotische kerk met een 81 meter hoge voorgebouwde toren. Het is een basilicale kruiskerk met drie naast elkaar gelegen ingangsportalen.